# Leuconemacris
Leuconemacris is een geslacht van rechtvleugeligen uit de familie veldsprinkhanen (Acrididae). De wetenschappelijke naam van dit geslacht is voor het eerst geldig gepubliceerd in 1988 door Zheng.

## Soorten
Het geslacht Leuconemacris omvat de volgende soorten:
- Leuconemacris asulcata Zheng, 1988
- Leuconemacris breviptera Yin, 1983
- Leuconemacris daochengensis Zheng, 1988
- Leuconemacris litangensis Yin, 1983
- Leuconemacris longipennis Zheng, 1988
- Leuconemacris microptera Zheng, 1988
- Leuconemacris xiangchengensis Zheng, 1988
- Leuconemacris xizangensis Yin, 1984